# لويس باتريدج
لويس باتريدج (بالإنجليزية: Louis Partridge)‏هو ممثل إنجليزي ولد في 3 يونيو 2003 في واندزورث بلندن اشتهر بدوره في فيلم فيكونت توكيسبيري، و فيلم اينولا هولمز جنبًا إلى جنب مع ممثلة ميلي بوبي براون.

## الأعمال

### الأفلام
| السنة | العنوان          | الدور               | ملاحظات              |
| ----- | ---------------- | ------------------- | -------------------- |
| 2014  | Beneath Water    | Felix               | فيلم قصير            |
| 2014  | About a Dog      | Young Gav           | فيلم قصير            |
| 2015  | pan              | Miner boy           |                      |
| 2016  | Second Skin      | Nature boy          | فيلم قصير            |
| 2017  | Amazon Adventure | Young Henry Bates   |                      |
| 2017  | Paddington 2     | G man               | قطع المشهد           |
| 2020  | Enola Holmes     | Viscount Tewkesbury | الدور المساعد        |
| 2021  | The Lost Girls   | Peter Pan           | مرحلة ما بعد الإنتاج |

### في التلفزيون
| السنة | العنوان | الدور            | ملاحظات                       |
| ----- | ------- | ---------------- | ----------------------------- |
| 2014  | Boomers | Alf              | Episode #1.4                  |
| 2019  | Medici  | Piero de' Medici | Season 3 (3.4, 3.6, 3.7, 3.8) |

1. 1 2   https://www.glamour.mx/celebrities/articulos/louis-partridge-quien-es-peliculas-y-series-donde-sale-y-todo-lo-que-debes-saber/17826. {{استشهاد ويب}}: |url= بحاجة لعنوان (مساعدة) والوسيط |title= غير موجود أو فارغ (من ويكي بيانات) (مساعدة)
2. ↑   https://www.alleyns.org.uk/alumni-development/news-events/news-detail/~board/alumni-and-development/post/alleyns-alumnus-is-sid-vicious. {{استشهاد ويب}}: |url= بحاجة لعنوان (مساعدة) والوسيط |title= غير موجود أو فارغ (من ويكي بيانات) (مساعدة)
3. ↑  ليتربوكسد (بالإنجليزية), QID:Q18709181
4. ↑  CineMagia (بالرومانية), QID:Q15065727